# Lądowisko Banacha-Szpital Pediatryczny
Lądowisko Banacha-Szpital Pediatryczny – lądowisko sanitarne w Warszawie, w dzielnicy Ochota, położone przy ul. Księcia Trojdena na dachu budynku. Przeznaczone jest do wykonywania startów i lądowań śmigłowców sanitarnych i ratowniczych w dzień i w nocy, o dopuszczalnej masie startowej do 5700 kg. 
Zarządzającym lądowiskiem jest Szpital Pediatryczny Warszawskiego Uniwersytetu Medycznego. W roku 2014 zostało wpisane do ewidencji lądowisk Urzędu Lotnictwa Cywilnego pod numerem 302.